# Slipping away (Crier la vie)
Slipping away (Crier la vie) è il singolo del cantante Moby in duetto con la cantante francese Mylène Farmer, pubblicato il 25 settembre 2006.
Il singolo è stato messo in commercio solo in alcuni paesi europei come Francia, Belgio e Russia ed è un estratto dal primo best of del cantante statunitense Go - The Very Best of Moby. I due cantanti eclettici si erano da tempo messi in contatto per produrre una canzone insieme ed è proprio all'occasione di questo best of che Moby invita la rossa a riprendere uno dei suoi passati singoli della sua carriera.
Il singolo arrivò alla prima posizione in Francia e Belgio e guadagnò un quarto posto anche in Russia (paese in cui la Farmer riscuote successo da anni). Ha venduto 200 000 copie ed è diventato in poche settimane disco d'oro.
Il videoclip è diretto da Hugo Ramirez ed è una sorta di "fotocopia" del precedente videoclip, con delle immagini che rappresentano vari momenti della vita affiancate alle parole in inglese e francese del testo che volteggiano tra le immagini.

## Versioni ufficiali
1. Slipping away (Crier la vie) (Single Version) (03:39)
2. Slipping away (Crier la vie) (Radio Edit) (3:39)
3. Slipping away (Crier la vie) (Extended Remix) (6:50)
4. Slipping away (Crier la vie) (Axwell Remix) (7:23)
5. Slipping away (Crier la vie) (Zloot Remix) (4:38)
6. Slipping away (Crier la vie) (MHC Club Remix) (7:30)
7. Slipping away (Crier la vie) (MHC Club Remix (Edit) (4:24)
8. Slipping away (Crier la vie) (Enzo Mori & Stephan Clark Remix ) (7:11)